# Sony Alpha NEX-6
Sony Alpha NEX-6 — беззеркальный цифровой фотоаппарат  со сменными объективами фирмы Sony, серии Alpha, анонсированный 12 сентября 2012 года. Эту модель можно считать как более совершенной версией Sony NEX-5N (используется та же матрица, отсутствует разъем для внешнего микрофона, гибридный автофокус, есть Wi-Fi), так и «обрезанной» в плане разрешения матрицы Sony Alpha NEX-7 (видоискатель, мультиинтерфейсный разъем Sony, усовершенствованное управление, не сенсорный экран).

## Характеристики
Разрешение матрицы  Exmor APS HD CMOS  16,1 Мпикс и имеет диапазон изменения чувствительности от 100 до 25600 единиц ISO. Камера оснащена проприетарным байонетом — Sony E. Байонет позволяет при использовании опционного адаптера LA-EA1 подсоединять объективы для Minolta AF. Автофокус гибридный - фазовый автофокус — 99 точек, контрастный автофокус — 25 точек.

Отличительная особенность Sony Alpha NEX-6 – диск переключения режимов на верхней панели. Во всех других моделях NEX режимы переключаются через экранный интерфейс. 

Фотоаппарат поддерживает Wi-Fi, благодаря чему можно устанавливать приложения для расширения функционала (многокадровое шумоподавление, Time-lapse и др.) из магазина приложений, загружать фотографии на компьютер и дистанционное управление через приложение PlayMemories Mobile.

## Объективы
Одновременно с камерой NEX-6 выпущен новый объектив Sony E
PZ 16-50/3.5-5.6 OSS с электромеханическим зуммированием. 

Он существенно компактнее, чем китовый Sony E 18-55/3.5-5.6 OSS, которым комплектовалось большинство наборов с камерами NEX.

## Комплект поставки
- зарядное устройство для аккумулятора
- наплечный ремень
- руководство по эксплуатации
- аккумулятор
- кабель USB